# اورتون (بازیکن فوتبال، زاده ۱۹۸۱)
اورتون انریکه د سوزا (به پرتغالی: Ewerthon Henrique de Souza) بازیکن فوتبال در پست مهاجم اهل برزیل است که در شهر سائوپائولو و در تاریخ ۱۰ ژوئن ۱۹۸۱ به دنیا آمده‌است.

## باشگاهی
اورتون در تیم‌های فوتبال کورینتیانس، باشگاه ورزشی الاهلی قطر، بروسیا دورتموند،باشگاه فوتبال رئال ساراگوسا، باشگاه فوتبال اشتوتگارت و اسپانیول سابقهٔ حضور دارد.

## تیم ملی
این بازیکن همچنین در سال، ۲۰۰۱ – ۲۰۰۳ برای، تیم ملی فوتبال برزیل به میدان رفته‌است